# Route européenne 4
Pour les articles homonymes, voir E4 et Route 4.
Ne doit pas être confondu avec la route européenne 004, située en Asie centrale.
La route européenne 4 (E4) est une route reliant Helsingborg à Tornio en passant par Stockholm. Elle constitue le principal axe routier nord-sud de Suède (dans ce pays, les routes européennes n'ont pas de numéros nationaux).
L'E4 est classée comme autoroute de Helsingborg à Gävle. Au nord de Gävle elle est le plus souvent une route normale, mais il y a aussi quelques kilomètres d'autoroute aux environs de Sundsvall et Piteå.
À l'extrémité nord de l'itinéraire, les quelque 20 km de la portion de Tornio à Keminmaa, en Finlande, ont été soustraits en 2002 à la E4 pour être attribués à la route européenne 8. De ce fait, le parcours final en territoire finlandais de la E4 est depuis lors réduit à 0,8 km.
Cette route est évoquée sur le tout premier disque 45 t d'Antoine (publié fin 1965) sous le titre Autoroute européenne n° 4, souvenir de ses expéditions en auto-stop en Scandinavie. À la vérité, seules de brèves portions de l'itinéraire (comme la section Jönköping - Gränna) étaient alors converties en autoroute.